# Thunderball (project)
Thunderball is een Belgisch project dat werd opgericht in 1993 door Jan Vervloet en Karim Boux (beide uit Tienen).
In dat jaar scoorde Thunderball meteen de grootste Rave hit van het jaar met "Bonzai Channel One". De track werd uitgebracht op het al even bekende Belgische Bonzai Records platenlabel. Ook in Nederland en Duitsland sloeg de housetrack aan.
In 1994 scoorde Thunderball nog hits met "Thunderdance" en "It's your DJ".
Enkele jaren later werden er remixes gemaakt van zowel "It's your DJ" (2000) en "Bonzai Channel One" (2002). Beide hits verschenen toen ook op Retro Arena-compilaties uitgebracht door Lightning Records.